# 20e régiment d'artillerie
Pour les articles homonymes, voir 20e régiment.
Le 20e régiment d'artillerie   (20e RA) est une unité d'artillerie de l'armée française créée en 1860 et dissous depuis 1996.

## Création et différentes dénominations
- 1860 : 20e régiment d'artillerie à cheval
- 1872 : 20e régiment d'artillerie
- 1883 : devient 20e régiment d'artillerie de campagne (20e RAC)
- 1919 : Régiment de marche n°20/220
- 1919 : 20e régiment d'artillerie de campagne (20e RAC)
- 1924 : 20e régiment d'artillerie divisionnaire
- 1936 : 20e régiment d'artillerie nord-africaine
- 1945 : Artillerie des Forces Françaises de Loire-Inférieure
- 1945 : 20e régiment d'artillerie
- 1945 : 20e régiment d'artillerie aéroportée
- 1947 : 20e groupe d'artillerie parachutiste
- 1963 : 20e régiment d'artillerie

## Chefs de corps
- 11 juin 1860 : Antoine Jean Léon Tellier
- 1865 : colonel Alouveau de Montréal
- 23 janvier 1866 : Jules François Petitpied
- 1875 : colonel Mallarmé
- 1878 : colonel Gougis
- 1884 : colonel de Maillier
- 1889 : colonel Bombard
- 1891 : colonel de Tristan
- 1896 : colonel Segondat
- 1899 : colonel de Saxce
- 1902 : colonel de La Guillonnière
- 1905 : colonel Saint-Yves
- 1907 : colonel Compagnon
- 1909 : colonel Camon
- 1913 : colonel Besse
- 1914 : lieutenant-colonel Lafont
- 1916 : lieutenant-colonel Girard
- 1917 : lieutenant-colonel Bacot
- 1917 : lieutenant-colonel Maury
- 1918 : lieutenant-colonel Gazel
- 1919 : lieutenant-colonel Bacot
- 1919 : colonel Debarre
- 1920 : lieutenant-colonel Bacot
- 1922 : chef d'escadron Chone
- 1923 : lieutenant-colonel  Chanson
- 1924 : colonel Merveilleux du Vigneau
- 1924 : colonel Vetelay
- 1927 : colonel Rouhier
- 1936 : colonel Ferré
- 1937 : colonel Noirot-Nerin
- 1939 : lieutenant-colonel Malmary
- 1945 : lieutenant-colonel Blanquefort
- 1945 : colonel Geze
- 1946 : colonel Capello
- 1947 : lieutenant-colonel Millet
- 1955 : chef d'escadron Millot
- 1956 : chef d'escadron Perrin
- 1958 : chef d'escadron Queirard
- 1960 : chef d'escadron Casteignet
- 1961 : chef d'escadron Leturc
- 1961 : chef d'escadron Marty
- 1965 : colonel Ribaud
- 1967 : lieutenant-colonel Villegier
- 1969 : lieutenant-colonel Jacques Augustin
- 1971 : lieutenant-colonel Pages
- 1973 : colonel Aristide Cortal
- 1975 : lieutenant-colonel Maurice Poirier
- 1977 : colonel Bruno Gilbert
- 1979 : colonel Etienne Maurence
- 1981 : colonel Michel Dunant
- 1983 : colonel Robert Davi
- 1985 : colonel Jean-Pierre de Valence de Minardière
- 1987 : colonel Jacques Fray
- 1989 : lieutenant-colonel Jacques Guillez
- 1991 : colonel Yves Guilloux
- 1993 : colonel Claude Dervaux
- 1995 : lieutenant-colonel Jean-Claude Gruat

## Historique des garnisons, combats et batailles

### Second Empire
C'est l'ancien 7e régiment d'artillerie, qui, après avoir porté le titre de 16e régiment d'artillerie à cheval de 1854 à 1860, prend le no 20 sous le nom de « 20e régiment d'artillerie à cheval » à l'organisation du 18 février 1860,. Il est composé d'un état-major et de 12 batteries de 6 pièces d'artillerie. 
On le trouve en garnison à Valence en 1860, à Metz en 1862, à Besançon en 1866, et à Strasbourg en 1868. 
En 1868 le régiment est en réserve d’artillerie du corps d'armée du Rhin, en garnison à Strasbourg.
Lors de la guerre franco-allemande de 1870, les différentes batteries du régiment sont engagées dans :
- L'armée du Rhin ou elles participent à la bataille de Reichshoffen, au siège de Bitche et durant le siège de Metz à la bataille de Gravelotte.
- L'armée de Châlons ou elles se trouvent à la bataille de Sedan
- L'armée de la Loire (13e et 14e batteries) ou elles combattent à la bataille de Coulmiers.

Lors de l'armistice quelques batteries se trouvent à Lyon ou le régiment est reconstitué le 16 avril 1871

### 1871 à 1914
Le régiment est en garnison à Bourges en 1871, à Rennes en 1872 et à Poitiers en 1874. 
Le 20 avril 1872 il cesse d'être régiment à cheval et devient le « 20e régiment d'artillerie ». Il conserve 2 batteries à cheval et cède les autres aux 7e, 8e et 28e régiments d'artillerie, et reçoit en échange 5 batteries à pied ou montées du 7e régiment d'artillerie et 3 batteries du 10e régiment d'artillerie.  
En 1873, il fait partie de la 9e brigade d'artillerie, garde 8 de ses batteries, reçoit 1 batterie du 7e régiment d'artillerie et 1 batterie du 24e régiment d'artillerie et cède 3 batteries à chacun des régiments numérotés 21, 31 et 33.

Cette même année, il forme les artilleurs des 31e et 33e RAC.
En 1895-1896 un détachement du régiment, composé de 2 sous-officiers et de 26 hommes, participe à l'expédition de Madagascar
En 1897 le régiment est chargé d'expérimenter les nouveaux canons de 75 Modèle 1897
En 1900-1901 3 batteries sont envoyées en Chine pour contribuer à mater la révolte des Boxers et participent aux combats de Che Maen et de Tze Ouen.
En 1907 le régiment forme les artilleurs du 39e RAC
- 1er mai 1914;, le régiment est stationné à Poitiers, il est composé de[3] :

9 batteries montées - Groupe I à III
10e à 12e batteries de 155 CTR - IVe Groupe
- 1er mai 1914; en application de la loi du 15 avril 1914[4], le IVe groupe du 20e RAC (batteries 10, 11, 12) armées de 155 CTR devient le IIe groupe du 3e régiment d'artillerie lourde[5].

### Première Guerre mondiale
Les 20e régiment d'artillerie de campagne est en casernement à Poitiers.

#### Affectation
9e brigade d'artillerie (en temps de paix), artillerie de la 17e division d'infanterie (guerre).
Au début de la guerre, le 20e RAC est composé : 

- 3 groupes de canons de 75 modèle 97, chaque groupe étant composé de 3 batteries à 4 pièces.
Ces 3 groupes constituent l’artillerie divisionnaire de la 17e division d’infanterie

- 1 groupe de renforcement, composé principalement de réservistes qui constitue le Ier groupe de l’artillerie divisionnaire de la 59e division d’infanterie
Les 1er et 2e groupes sont envoyés dans le Nord de la France tandis que le 3e groupe, transporté en Lorraine participera à la défense de Morhange

#### 1914
Bataille des Frontières
- 23 août : les 1er et 2e groupes, de Lesquen et Bourdiaux, protègent la retraite du 77e régiment d'infanterie aux environs d'Houdremont en Belgique puis se replient.
- 24 août : le 3e groupe soutient les fantassins du 114e régiment d'infanterie qui s'emparent de Réméréville et Herbéviller
- 24 août : le 3e groupe canonne les troupes allemandes qui cherchent à reprendre les deux villages.

Grande Retraite
- 30 août : bataille de Faux
- 1er septembre : à Juniville, le 20e pris à partie par une artillerie ennemie supérieure, décroche avec les autres troupes françaises en début de soirée en direction de Reims
- 5 septembre : les premiers éléments arrivent à Fère-Champenoise et commencent à se positionner en vue d'arrêter l'envahisseur.
- 6-8 septembre : les groupes de Lesquen et Bourdiaux du 20e d'artillerie prennent position dans les environs de Bannes, au mont d'Août[6] et les marais de Saint-Gond aux côtés du 3e groupe (Lavenir) du 33e RAC. Ils déciment les régiments de la Garde prussienne qui tente de traverser les marais.

- Le 5 septembre, le 3e groupe est relevé.

Première bataille de la Marne
- 8 septembre :
  - Le 3e groupe arrive à Troyes où il est débarqué et dirigé à marche forcée sur Connantre.
  - Pour les 1er et 2e groupes, le choc est violent. L'infanterie française débordée par la supériorité numérique allemande recule. L'artillerie se positionne alors au Nord de Linthes, balaye l'ensemble du plateau attaqué par l'infanterie de la Garde prussienne. La Garde, qui attaque toujours pour dégager la place à son artillerie, arrive à 800 mètres des canons français qui résistent jusqu'à l'arrivée de la 12e division. Les attaques combinées du 20e RAC et de la 12e DI rejettent les troupes de la Garde dans les marais et détruisent son artillerie.
- 9 septembre :
  - Le front ayant changé, le 3e groupe se replie sur Gourgançon mais retrouve les deux autres groupes en fin de journée vers Prosnes. La division entière se déploie, et les efforts combinés des troupes françaises rejettent l'ennemi qui bat en retraite le soir venu.

#### 1916
- Verdun 1916

#### 1918
- L'Aisne 1918
- La Serre 1918

### Entre-deux-guerres
En 1924, le 20e régiment d'artillerie divisionnaire est renforcé par le 109e RAL dissous. Il est rattaché au 9e corps d'armée et caserné à Poitiers, au quartier de la Vieille Chauvinerie.

### Seconde Guerre mondiale
Le 20e régiment d'artillerie nord-africaine est commandé le 10 mai 1940 par le lieutenant-colonel Malmary et constitue le régiment d'artillerie divisionnaire de la 3e division d'infanterie nord-africaine qui a la charge depuis avril du secteur de Mouzon (secteur fortifié de Montmédy) en remplacement de la 71e division d'infanterie.

### De 1945 à nos jours
- AFN 1952-1962

- Régiment dissous en 1996.
- Rattaché à la 15e division d’infanterie
- 4 batteries de 155 mm
- Basé à Poitiers, au quartier Ladmirault.
- Comme régiment soutien du 33e régiment d'artillerie.
- Dernière appellation : 20e Régiment d'artillerie.
- Matériel : Obusier tracté 155 BF 50.
- A participé à la FINUL (Liban) et à la FORPRONU (Bosnie-Herzégovine) 1992-1993 dans la poche de Bihac.

## Étendard
Il porte, cousues en lettres d'or dans ses plis, les inscriptions suivantes, :
- Sébastopol 1854-1855
- Solférino 1859
- Verdun 1916
- L'Aisne 1918
- La Serre 1918
- AFN 1952-1962

## Décorations
Le 20e régiment d’artillerie de campagne reçoit la fourragère aux couleurs du ruban de la Croix de guerre 1914-1918 le 16 janvier 1919.

## Sources et bibliographie
- Historique du 20e régiment d'artillerie, Paris, Librairie Chapelot, 43 p., lire en ligne sur Gallica.
- Historique du 20e Régiment d'artillerie
- Louis Susane : Histoire de l'artillerie Française
- Historiques des corps de troupe de l'armée française (1569-1900)
- Chefs de corps du 20°RA

## Personnalités ayant servi au20eRA
- Paul Héroult, physicien, comme engagé volontaire dans les années 1880.
- Jean Dreyfus, Compagnon de la Libération.
- Paul Parraud, général de corps d'armée, comme officier de tir en 1962.